# Aralsko jezero
Arálsko jezero (kazaško Арал теңізі, latinizirano: Aral tengizi, uzbeško Orol dengizi, rusko Аральскοе мοре, tadžiško/perzijsko »Darjoča-i Horazem« /Jezero Kvarazem) je celinsko jezero v Srednji Aziji. Leži med Kazahstanom na severu in Uzbekistansko avtonomno republiko Karalpakijo na jugu. Napajali sta ga reki Amu Darja in Sir Darja. V preteklosti je veljalo za enega od štirih največjih jezer na svetu s površino 68.000 kvadratnih kilometrov, velikost Aralskega jezera pa se od leta 1960 nenehno krči, kar je posledica intenzivnega namakanja pri pridelavi bombaža in posledičnega izhlapevanja iz obeh rek in jezera, ki je izgubilo dotok vode.  

## Nastanek jezera
Aralsko jezero je reliktno jezero. To je tip tektonskega jezera, ki predstavlja ostanek nekdanjega morja oziroma oceana. Nastalo je z dvigovanjem zemljišča v predelu morja, kar je imelo za posledico odmikanje vodne mase od kopnega in formiranje jezera.

## Zgodnje človekovo izkoriščanje jezera ter navigacija
Ruska vojaška prisotnost na Aralskem morju se je začela leta 1847 z ustanovitvijo mesta Raimsk v bližini izliva reke Sir Darja, ki pa se je kmalu preimenoval v Aralsk. Kmalu je ruska cesarska mornarica začela uporabljati svoja plovila na morju. Zaradi oblike aralskega jezera le-ta ni priključen na druge rečne povezave, zato je bilo treba ladje razstaviti v kraju Orenburg na reki Ural, transportirati po kopnem do mesta Aralsk (verjetno s kameljimi karavanami) in nato ponovno sestaviti. Prvi dve ladji, ki sta bili na tak način sestavljeni leta 1847, sta bili ladji Nikolaj in Mihael. Prvi dve sta bili vojni ladji, trgovska ladja pa naj bi služila za vzpostavitev ribolova na velikem jezeru.

## Krčenje jezera
V zgodnjih 60. letih dvajsetega stoletja se je sovjetska vlada odločila, da bosta reki, ki napajata Aralsko jezero, Amu Darja na jugu in Sir Darja na severovzhodu, preusmerjeni zaradi namakanja puščavskih predelov, da bi na ta način poskušali povečati pridelek riža, melon, žita in bombaža. To je bil del sovjetskega načrta za pridobivanje bombaža, t. i. " belega zlata ", ki naj bi postal glavni izvozni artikel. S tem projektom je Uzbekistan postal največji proizvajalec ter izvoznik bombaža na svetu.
Ker se zmanjšuje dotok (reki le redko pritečeta do jezera), se voda zastruplja s kemičnimi snovmi, ki jih uporabljajo na kmetijskih površinah ob rekah. Zaradi strupenih soli (prinaša jih veter iz presušene kotanje nekdanjega jezera) so začeli propadati tudi nasadi bombaža ob rekah.
Do leta 2007 je velikost Aralskega jezera znašala le še 10 % prvotne velikosti, razdelilo pa se je na tri jezera, in sicer na Severno Aralsko jezero ter vzhodno in zahodno porečje nekoč velikega Južnega Aralskega jezera.
Leta 2009 je jugovzhodni del jezera presahnil, jugozahodni del jezera pa se je umaknil v ozek pas na skrajnem zahodu nekdanjega Južnega Aralskega morja. Največja globina Severnega Aralskega jezera je 42 metrov (od leta 2008).
Regija je v zlatih časih uspešno vodila ribiško industrijo, zdaj pa je tako rekoč uničena. Pojavile so se velika brezposelnost in gospodarske težave. Območje okoli Aralskega jezera je tudi močno onesnaženo, zaradi česar so se pojavile resne zdravstvene težave lokalnega prebivalstva. 
Umik vode je po nekaterih navedbah privedel do lokalnih podnebnih sprememb, saj postajajo poletja vse bolj vroča in sušna, zime pa hladnejše in dolge.
Kazahstan si zdaj nenehno prizadeva, da bi ohranil in razširil Severno Aralsko jezero. V okviru teh prizadevanj je bil projekt jezu končan leta 2005, leta 2008 pa je gladina vode v jezeru narasla za 12 metrov, kar je najvišja raven po letu 2003. Slanost se je zmanjšala in ribe so spet na voljo v zadostnem številu za nekatere ribolovne dejavnosti. Vendar pa so napovedi za ostanke Južnega Aralskega jezera še vedno žalostne, njegovo krčenje pa sodi med najhujše okoljske katastrofe.